# Kissel di frutta
Il Kissel o kisel oppure kisiel (in Estone kissell; in finlandese kiissel; in lettone ķīselis; in lituano kisielius; in polacco kisiel; in russo кисель?, kisel'; in ucraino кисiль?, kysil'; in bielorusso кісель?, kisel') è un piatto viscoso a base di frutta, consumato prevalentemente sia come dolce che come bevanda.  È costituito da succo edulcorato di frutti di bosco, come il succo di mora, addensato con dell'amido di mais, della fecola di patate o di Maranta; talvolta viene aggiunto del vino rosso oppure della frutta secca o fresca. È piuttosto simile al rødgrød Danese e al Tedesco Rote grütze. Lo Svedese blåbärssoppa, inoltre, è un dessert a base di mirtilli dalla simile preparazione, sebbene non vengano utilizzati mirtilli disidratati ma esclusivamente mirtilli freschi o surgelati.
Il Kissel è un dessert che può essere servito sia caldo che freddo, ottimo da gustare anche con del quark o con un budino di semolino dolcificati. Può ulteriormente essere servito come condimento per pancakes o con del gelato. Inoltre, se il kissel viene preparato usando una quantità ridotta di amidi addensanti, può essere anche bevuto. Degustare il kissel come bevanda è una pratica molto comune in Estonia.

## Etimologia

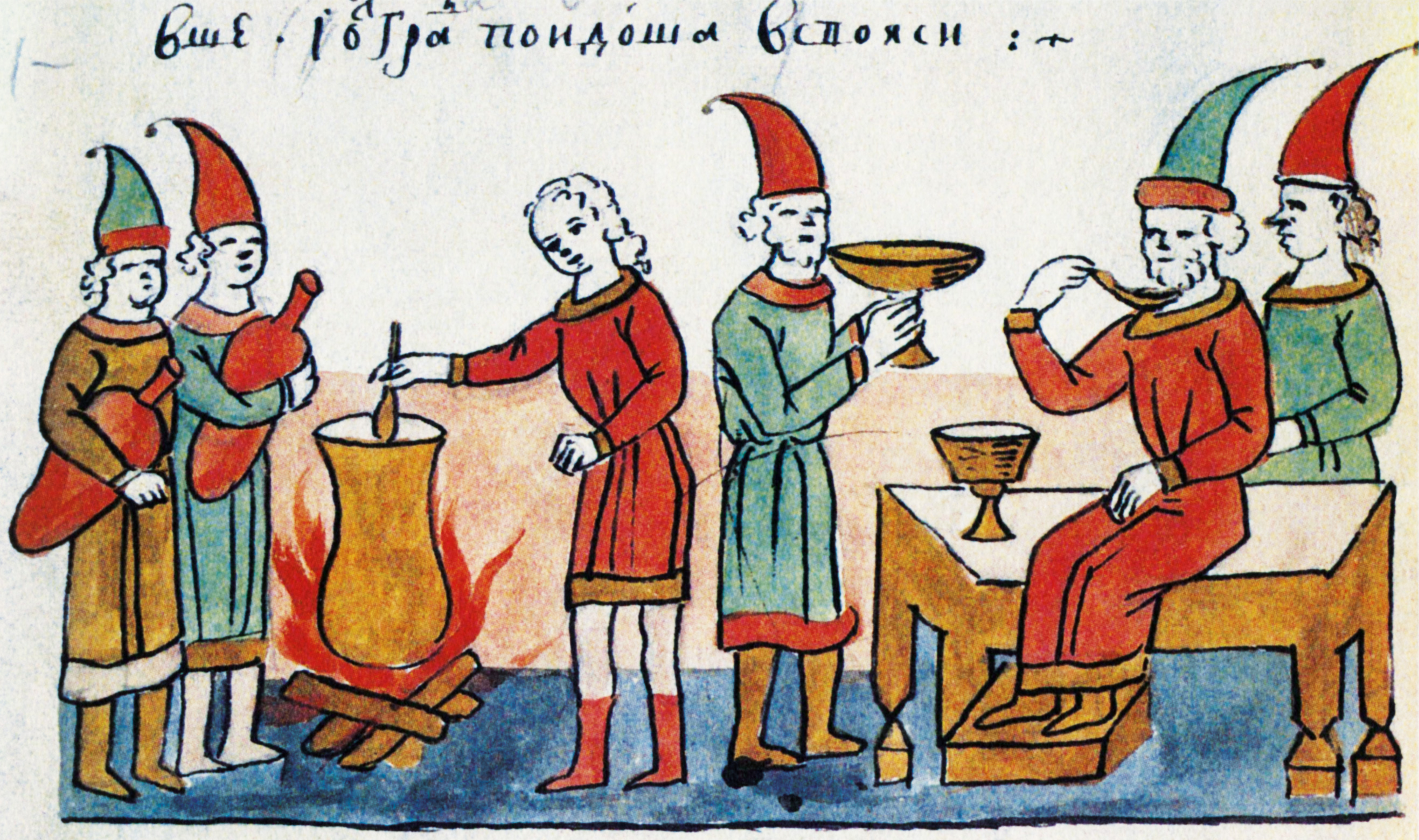
Preparazione di kissel nel castello leggendario di Belgorod Kievskij. Una miniatura tratta dalla Cronaca dei Radziwiłł

Il nome del dessert deriva da una parola slava che significa "acre" (cfr. Russo кислый kisly) e con la quale si indicava un simile piatto di antica tradizione slava — una farinata d'avena lievitata (o pasta madre) derivante dal grano — più comunemente avena ma, alternativamente, qualsiasi tipo di frumento e persino i legumi, come i piselli o le lenticchie, potevano essere utilizzati, tuttavia i kissels a base di fagioli non erano lievitati — privo della dolcezza che caratterizza le versioni attuali del piatto. Il kissel viene menzionato per la prima volta nella Cronaca degli anni passati, scritta nell'antica lingua slava orientale. Nella cronaca russa viene narrata la storia di come, ai tempi della Rus' di Kiev del decimo secolo, questo alimento abbia salvato la leggendaria città di Belgorod Kievskij, assediata dalla popolazione nomade dei Peceneghi nel 997. Quando, in città, iniziarono a scarseggiare i generi alimentari ed ebbe inizio la carestia, i cittadini seguirono il consiglio di un anziano signore, il quale disse loro di preparare il kissel con i resti del grano e che avrebbero potuto ottenere una bibita dolce dall'idromele rimasto. Così, gli abitanti della città riempirono un recipiente di legno con il kissel ed un altro con l'idromele, infilarono tali contenitori dentro a delle fosse scavate nel terreno e vi costruirono sopra due finti pozzi. Quando gli ambasciatori dei Peceneghi vennero in città, essi videro gli abitanti prendere del cibo da quei "pozzi" e anche ai Peceneghi fu permesso di assaggiare il kissel e la bibita d'idromele. Impressionati da tale finzione e degustazione, i Peceneghi decisero di porre fine all'assedio e di andarsene, essendo convinti del fatto che i Ruteni si fossero misteriosamente nutriti della terra stessa. 

## Preparazione
Al giorno d'oggi, la maggior parte delle famiglie polacche prepara il kissel servendosi di miscele solubili e non seguendo il metodo tradizionale. I gusti più diffusi sono quelli alla fragola, all'uva spina e al lampone. In Russia, i gusti più comuni sono quelli all'ossicocco, alla ciliegia e al ribes rosso. Il kissel all'ossicocco (in Lituano spanguolių kisielius), in particolare, è considerato un piatto tipico tradizionale da servire a tavola la sera della Kūčios (la cena della vigilia di Natale) in Lituania. In Finlandia, il kissel è solitamente a base di mirtilli (in quanto ivi è facile reperire i mirtilli selvatici nei boschi e, di conseguenza, raccoglierli a costo zero) oltre che di prugne secche, albicocche, fragole, ecc. La densità può variare in base alla quantità di fecola di patate utilizzata: una leggera zuppa al mirtillo si ingerisce con maggiore facilità bevendola, mentre una variante più densa, simile alla gelatina nella consistenza, viene comunemente mangiata con un cucchiaino, come un classico dessert. Anche il rabarbaro viene utilizzato come ingrediente per il kissel, ma viene spesso associato con le fragole al fine di rendere il gusto meno aspro. Il kiisseli alla prugna (luumukiisseli), invece, viene tradizionalmente mangiato con il risolatte nel giorno di Natale. Il kiisseli al latte (maitokiisseli) costituisce un'ulteriore variante a base di latte aromatizzato con zucchero e vanillina (o vaniglia).

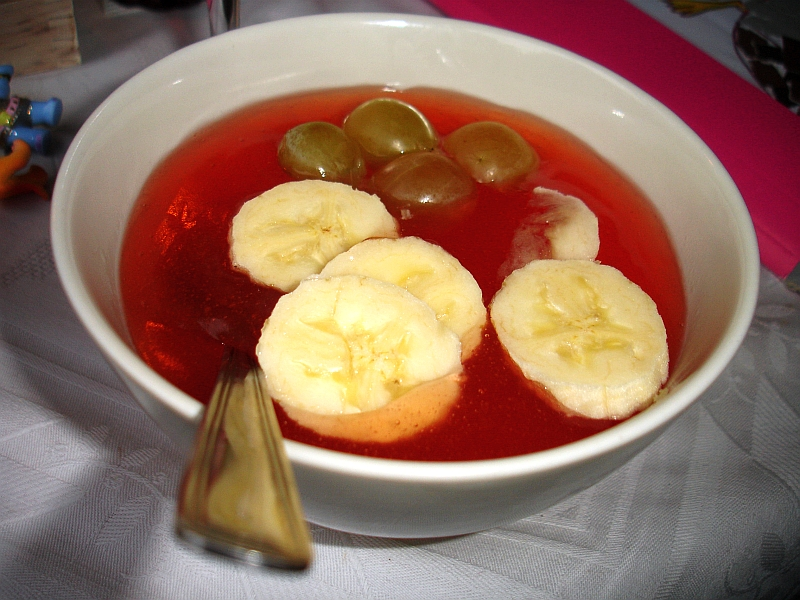
Kissel commerciale polacco al gusto di fragola
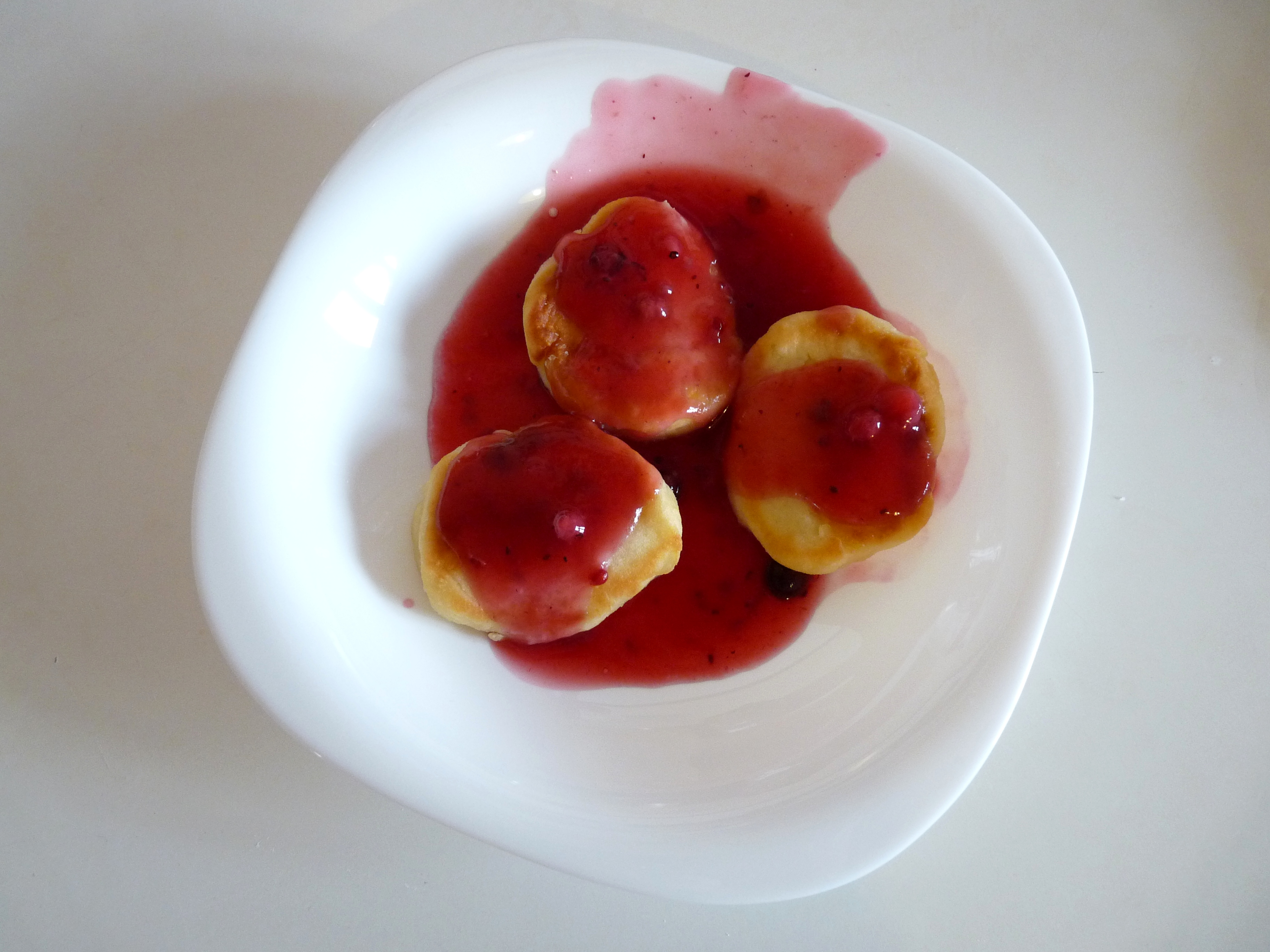
Syrniki russe con kissel
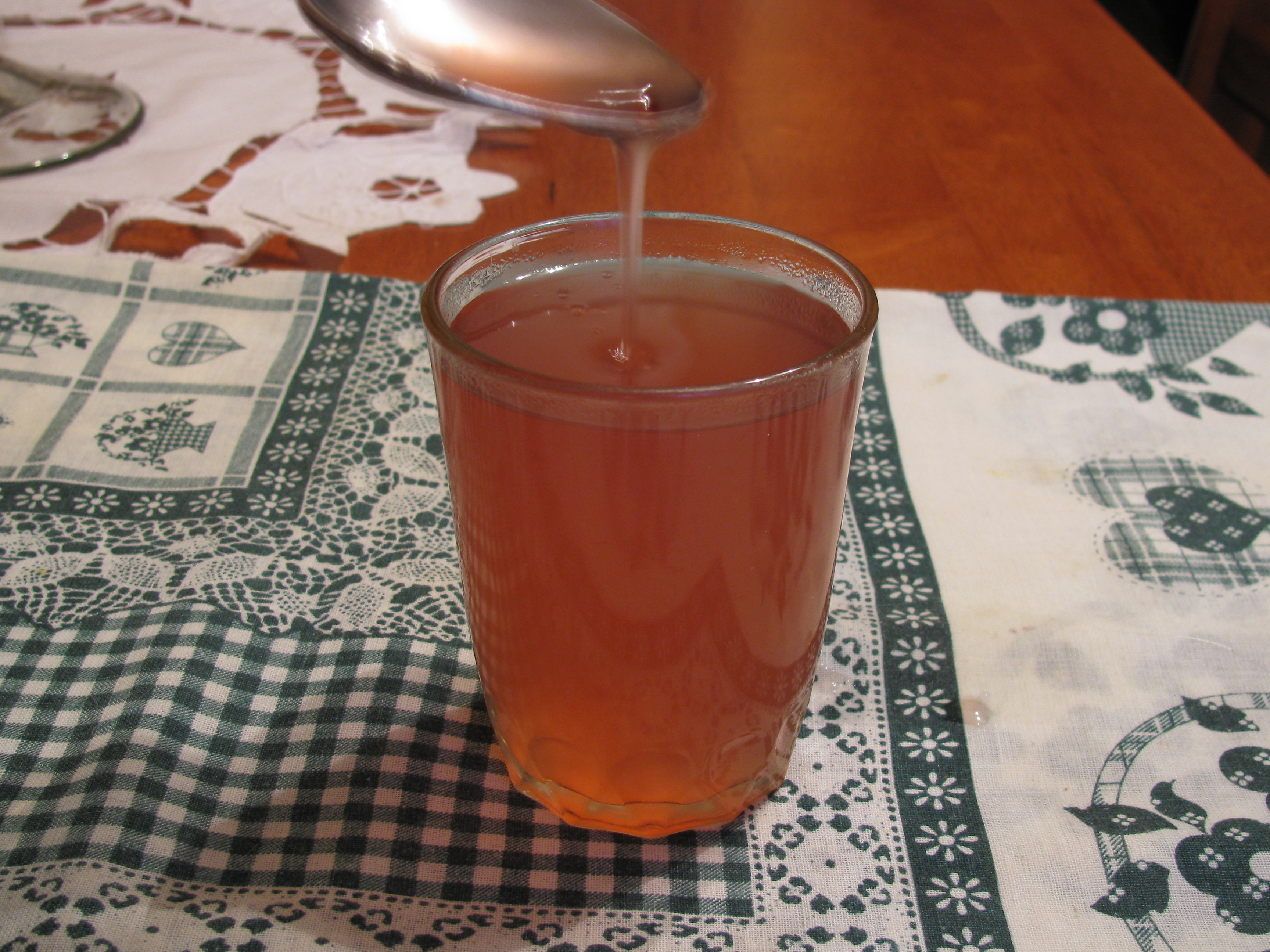
Kissel ucraino al ribes nero nella variante liquida

## Riferimenti culturali
Nelle fiabe russe, il paese delle meraviglie (simile al paese di Cuccagna) viene descritto come il base dai "fiumi di latte e sponde di kissel". Quest'espressione divenne un idioma in Russo volto a significare "vita prospera" o "paradiso terrestre".
Un'altra espressione polacca e russa, letteralmente "la settima acqua sul kissel", viene utilizzata per descrivere un parente alla lontana.